# Gruszynki
Gruszynki est un village polonais de la voïvodie de Varmie-Mazurie, dans le powiat de Bartoszyce.